# Sam Williams (baloncestista de 1945)
Samuel H. "Sam" Williams (Detroit, Míchigan; 22 de enero de 1945) es un exjugador de baloncesto estadounidense que disputó dos temporadas en la NBA. Con 1,90 metros de estatura, jugaba en la posición de base.

## Trayectoria deportiva

### Universidad
Tras pasar dos años en el Community College de Burlington, jugó durante dos temporadas con los Hawkeyes de la Universidad de Iowa, en las que promedió 24,0 puntos y 10,2 rebotes por partido. Posee hoy en día el mejor promedio de anotación de la historia de la universidad. Fue elegido en sus dos temporadas en el mejor quinteto de la Big Ten Conference, y en su último año mejor jugador, tras promediar 25,3 puntos y 10,9 rebotes. Fue además incluido en 1968 en el tercer quinteto All-American.

### Profesional
Fue elegido en la trigésimo quinta posición del Draft de la NBA de 1968 por Milwaukee Bucks, y también por los Minnesota Pipers en el Draft de la ABA, fichando por los primeros. En su primera temporada, siendo uno de los jugadores menos utilizados por su entrenador, Larry Costello, promedió 4,1 puntos y 2,0 rebotes por partido.
Mediada la temporada siguiente fue traspasado a Los Angeles Lakers, quienes finalmente decidieron descartarlo, regresando a los Bucks, retirándose del baloncesto en activo al término de la misma.

## Estadísticas de su carrera en la NBA

### Temporada regular
| Temporada | Edad | Equipo          | Liga | P  | TIT | MIN  | TC  | TCA | %TC  | 3P | 3PA | %3P | TL  | TLA | %TL  | R.OF. | R.DEF. | REB | ASIS | ROB | TAP | PER | FP  | PTS |
| 1968-69   | 24   | Milwaukee Bucks | NBA  | 55 |     | 11.4 | 1.4 | 4.1 | .342 |    |     |     | 1.3 | 2.4 | .537 |       |        | 2.0 | 1.1  |     |     |     | 1.9 | 4.1 |
| 1969-70   | 25   | Milwaukee Bucks | NBA  | 11 |     | 4.0  | 1.0 | 2.2 | .458 |    |     |     | 0.5 | 1.0 | .455 |       |        | 0.6 | 0.3  |     |     |     | 0.5 | 2.5 |
| Total     |      |                 | NBA  | 66 |     | 10.2 | 1.3 | 3.8 | .353 |    |     |     | 1.2 | 2.2 | .531 |       |        | 1.8 | 1.0  |     |     |     | 1.7 | 3.9 |

### Playoffs
| Temp.   | Edad | Equipo          | Liga | P | MIN | TCA | TC | 3PA | 3P | TLA | TL | R.OF. | REB | ASIS | ROB | TAP | PER | FP | PTS | %TC  | %3P | %FT  | MIN | PTS | REB | AST |
| 1969-70 | 25   | Milwaukee Bucks | NBA  | 2 | 16  | 4   | 7  |     |    | 0   | 2  |       | 4   | 1    |     |     |     | 5  | 8   | .571 |     | .000 | 8.0 | 4.0 | 2.0 | 0.5 |
| Total   |      |                 | NBA  | 2 | 16  | 4   | 7  |     |    | 0   | 2  |       | 4   | 1    |     |     |     | 5  | 8   | .571 |     | .000 | 8.0 | 4.0 | 2.0 | 0.5 |